# Ethambutol
Ethambutol (EMB, E) là một loại thuốc chủ yếu được sử dụng để điều trị bệnh lao. Chúng thường được kết hợp với các loại thuốc lao khác, chẳng hạn như isoniazid, rifampicin và pyrazinamide. Thuốc này cũng có thể được sử dụng để điều trị các chủng vi khuẩn như Mycobacterium avium phức, và Mycobacterium kansasii. Chúng được đưa vào cơ thể qua đường miệng.
Tác dụng phụ thường gặp bao gồm các vấn đề về thị giác, đau khớp, buồn nôn, đau đầu và cảm thấy mệt mỏi. Các tác dụng phụ khác bao gồm các vấn đề về gan và phản ứng dị ứng. Nó được khuyến cáo là không nên sử dụng ở những người bị viêm dây thần kinh thị giác, có các vấn đề về thận đáng kể, hoặc dưới năm tuổi. Sử dụng trong khi đang mang thai hoặc cho con bú có vẻ khá an toàn. Tuy nhiên, tại Hoa Kỳ, FDA đã nêu lên những lo ngại về các vấn đề về mắt ở trẻ nếu được sử dụng trong khi mang thai. Ethambutol được cho là tác động bằng cách can thiệp vào hoạt động trao đổi chất của vi khuẩn.
Ethambutol được phát hiện vào năm 1961. NNó nằm trong danh sách các thuốc thiết yếu của Tổ chức Y tế Thế giới, tức là nhóm các loại thuốc hiệu quả và an toàn nhất cần thiết trong một hệ thống y tế. Ethambutol có sẵn dưới dạng thuốc gốc. Chi phí bán buôn ở các nước đang phát triển là khoảng 2,58 đến 4,73 USD mỗi tháng. Tại Hoa Kỳ, chi phí là từ 100 đến 200 USD mỗi tháng.